# Tony Grubhofer

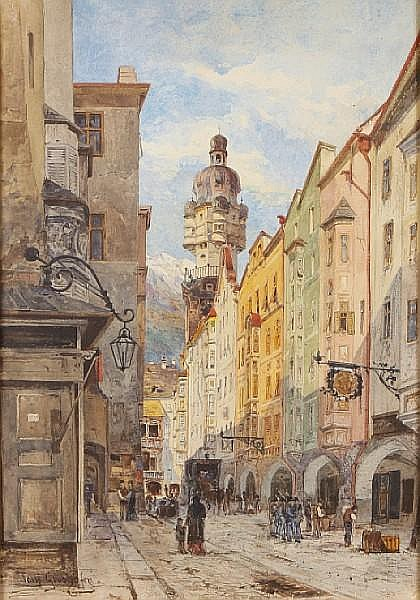
Innsbruck

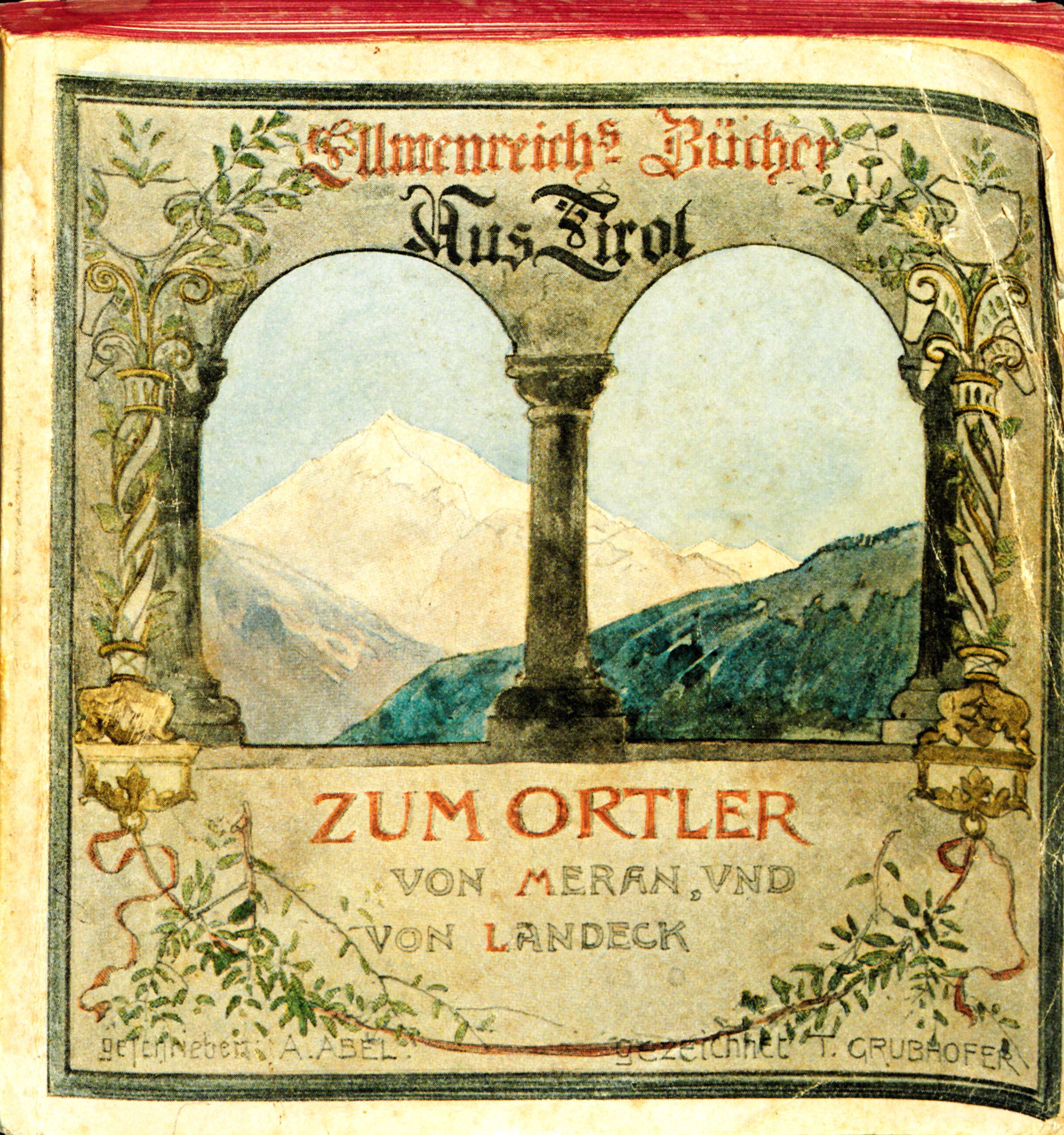
Zum Ortler (1899)

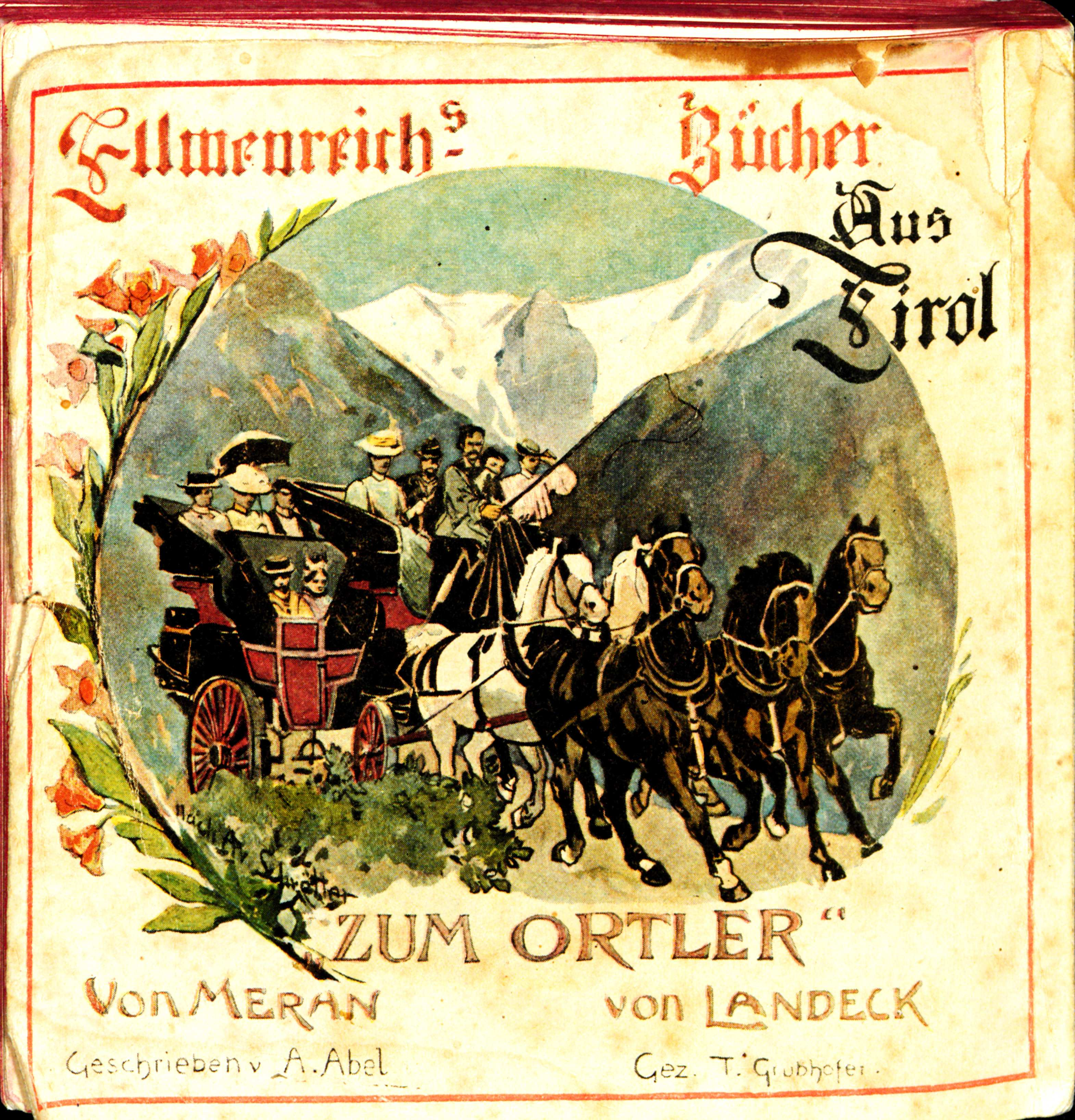
Zum Ortler (Rückseite)

Plakat für die 1907 eröffnete Rittner Bahn

Tony Grubhofer (* 8. Februar 1854 in Innsbruck, Donaumonarchie; † 4. Mai 1935 ebenda) war ein österreichischer Maler und Grafiker.

## Leben
Tony Grubhofer studierte an der Königlichen Kunstgewerbeschule München bei Michael Echter und an der Akademie der bildenden Künste Wien bei Eduard Lichtenfels. Nach dem Studienabschluss unternahm er eine Studienreise durch die Länder Europas. In den 1880er Jahren hatte er seinen Wohnsitz in München.
1901 wurde er Mitarbeiter der Londoner illustrierten Zeitschrift für bildende und angewandte Kunst „The Studio“,
1906 zum Direktor des neu erbauten Stadtmuseums Bozen berufen, für das er die Ausstattung entwarf. Er leitete an der Kaiserin-Elisabeth-Schule auch die Fachschule für Kunsthandwerk in Bozen. 1913 übernahm er die Direktion der Staatsgewerbeschule in Innsbruck und wurde Leiter der Universitäts-Zeichenkurse.
Grubhofer war einer der ersten Bildbotschafter des Tourismus in Tirol. Unter anderem entwarf er zahlreiche Illustrationen für Werbemittel des „Vereins für Alpenhotels in Tirol“, in dem seine Frau Sophie (geb. Sophie Baronin Voelkl) Mitglied und somit Miteigentümerin von mehreren Berghotels war. Für das Hotel Karersee und das Hotel Trafoi schuf Grubhofer ikonische Werbedarstellungen. Aufgrund der Zusammenführung der markanten Gebäude mit bekannten Gebirgszügen und Gletschern, gerahmt von ornamentalen Mustern mit ortstypischen Alpenpflanzen, trug Grubhofer zur Kontextualisierung von Architektur mit „Region“ wesentlich bei. Für die Häuser des „Vereins für Alpenhotels in Tirol“ und das Hotel Pragser Wildsee (→ Zeitgeschichtsarchiv Pragser Wildsee) entwickelte der Künstler zudem einprägsame Logos.
Einige der von ihm gestalteten Illustrationen für Fremdenverkehrseinrichtungen in Nord- und Südtirol finden sich im  Tiroler Landesmuseum Ferdinandeum in Innsbruck und im Touriseum in Meran.
Nachdem dem Künstler allgemein eine hohe Affinität zur Architektur zugesprochen wird, ist anzunehmen, dass er auch Einfluss auf die Entwürfe der Hotels von Musch & Lun und Otto Schmid nahm. Darüber hinaus ist über die Tätigkeit von Tony Grubhofer auf dem Gebiet der Tourismusgrafik noch erwähnenswert, dass er zu jenen Künstlern gehörte, die den Schriftzug Tirol stets mit „Y“ als „TYROL“ abbildeten. Es ist anzunehmen, dass man damit die Internationalisierung der Tourismusdestination Tirol fördern wollte.
Ein Teil des Nachlasses von Tony Grubhofer befindet sich im Stadtmuseum Bozen.

Bildauswahl
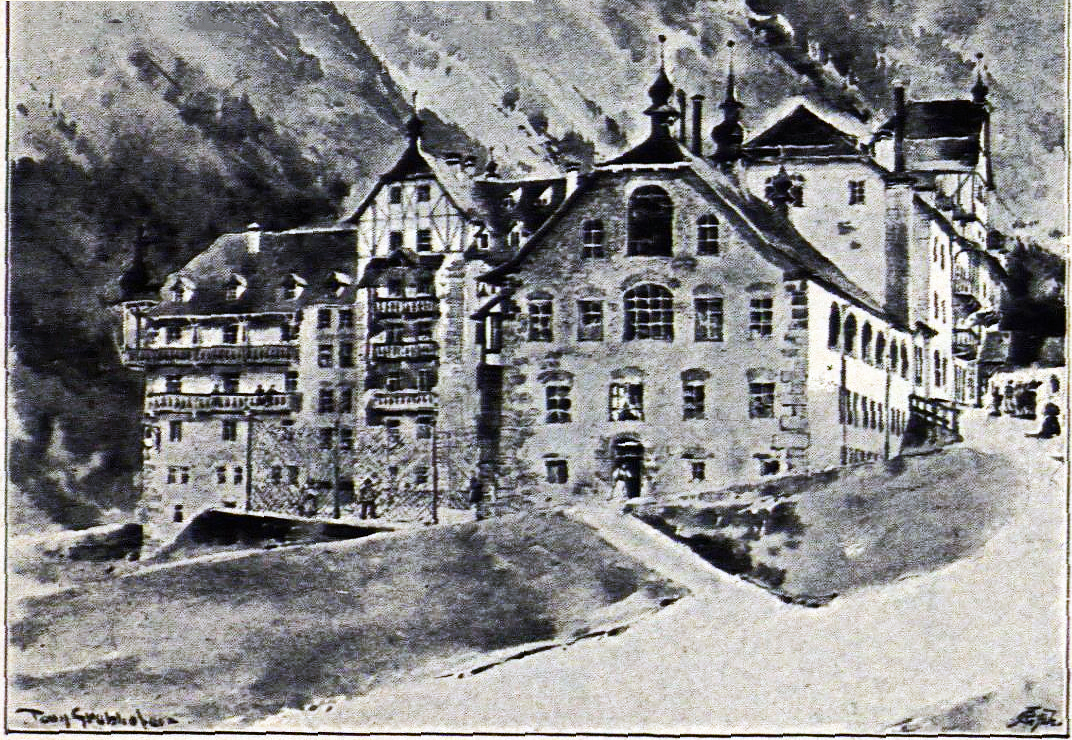
Hôtel Trafoi
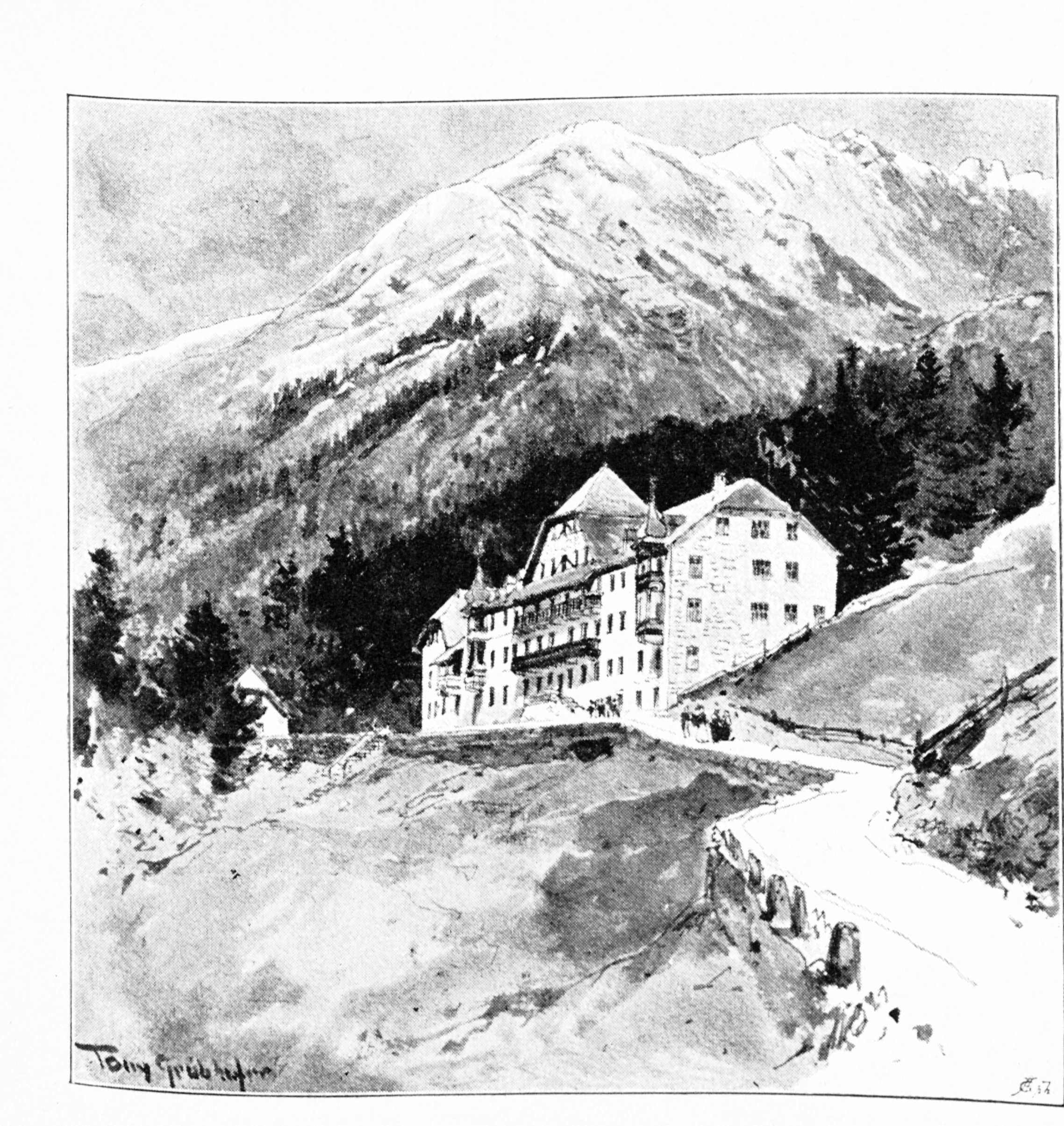
Suldenhotel
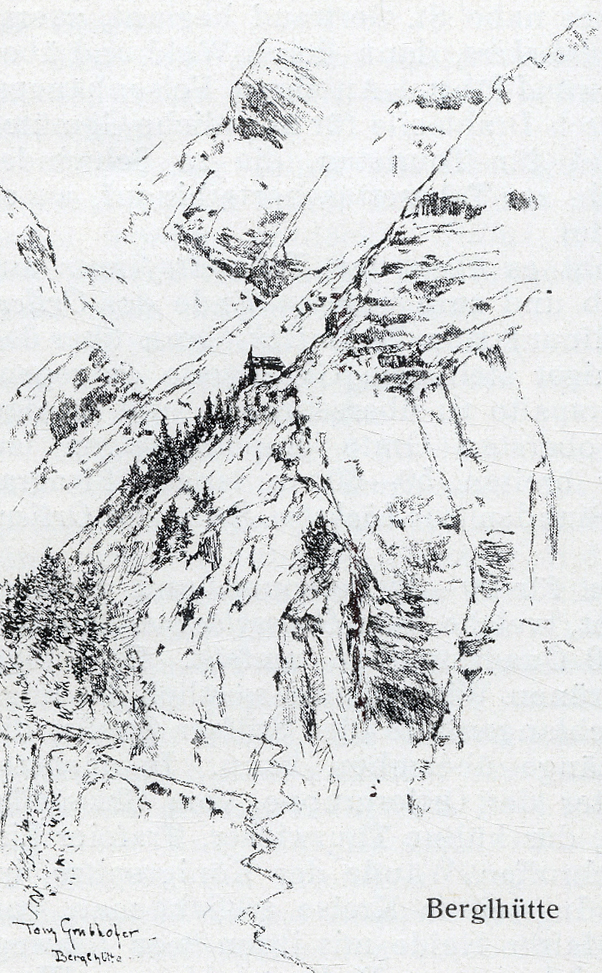
Berglhütte
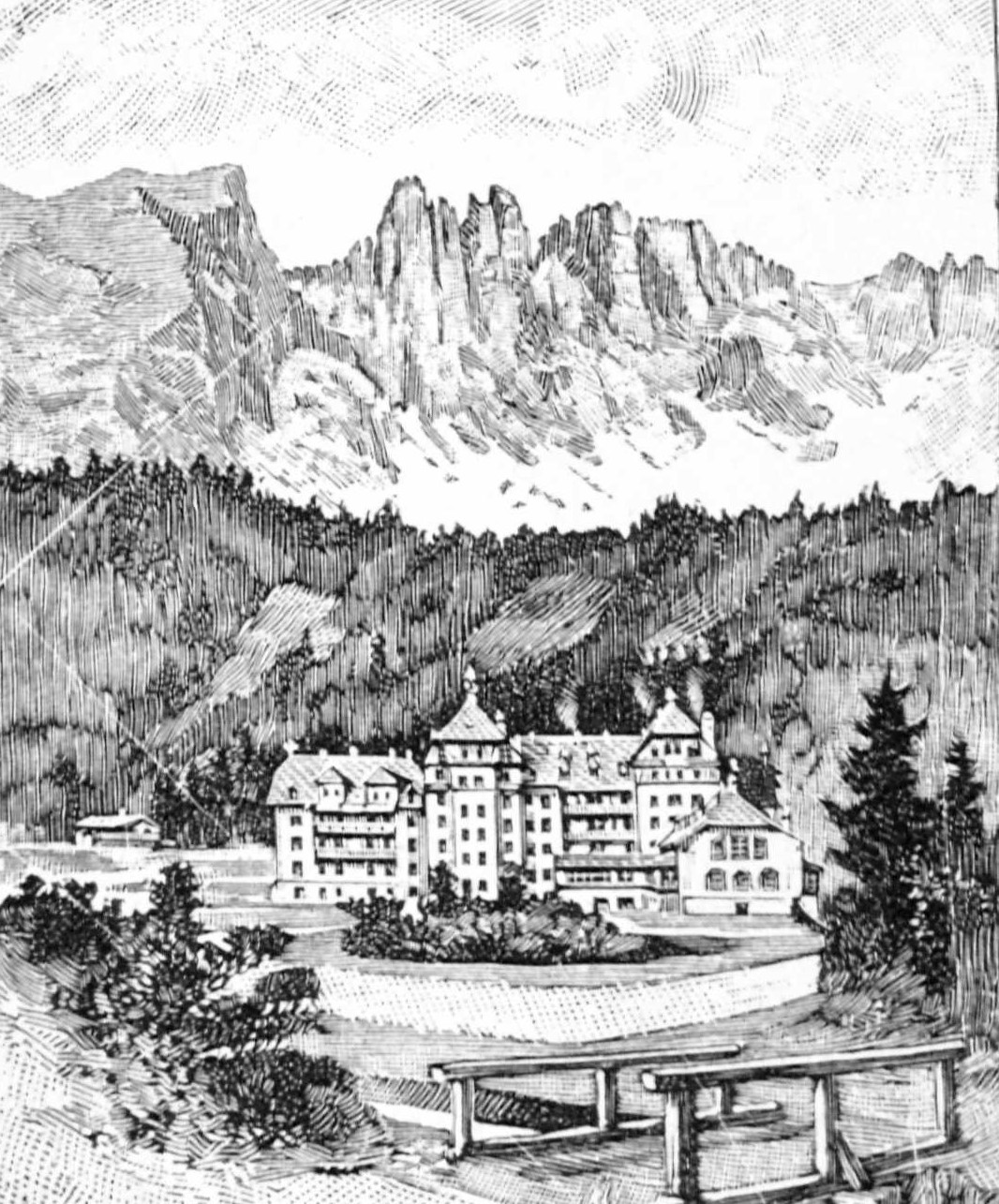
Karerseehotel und Latemar
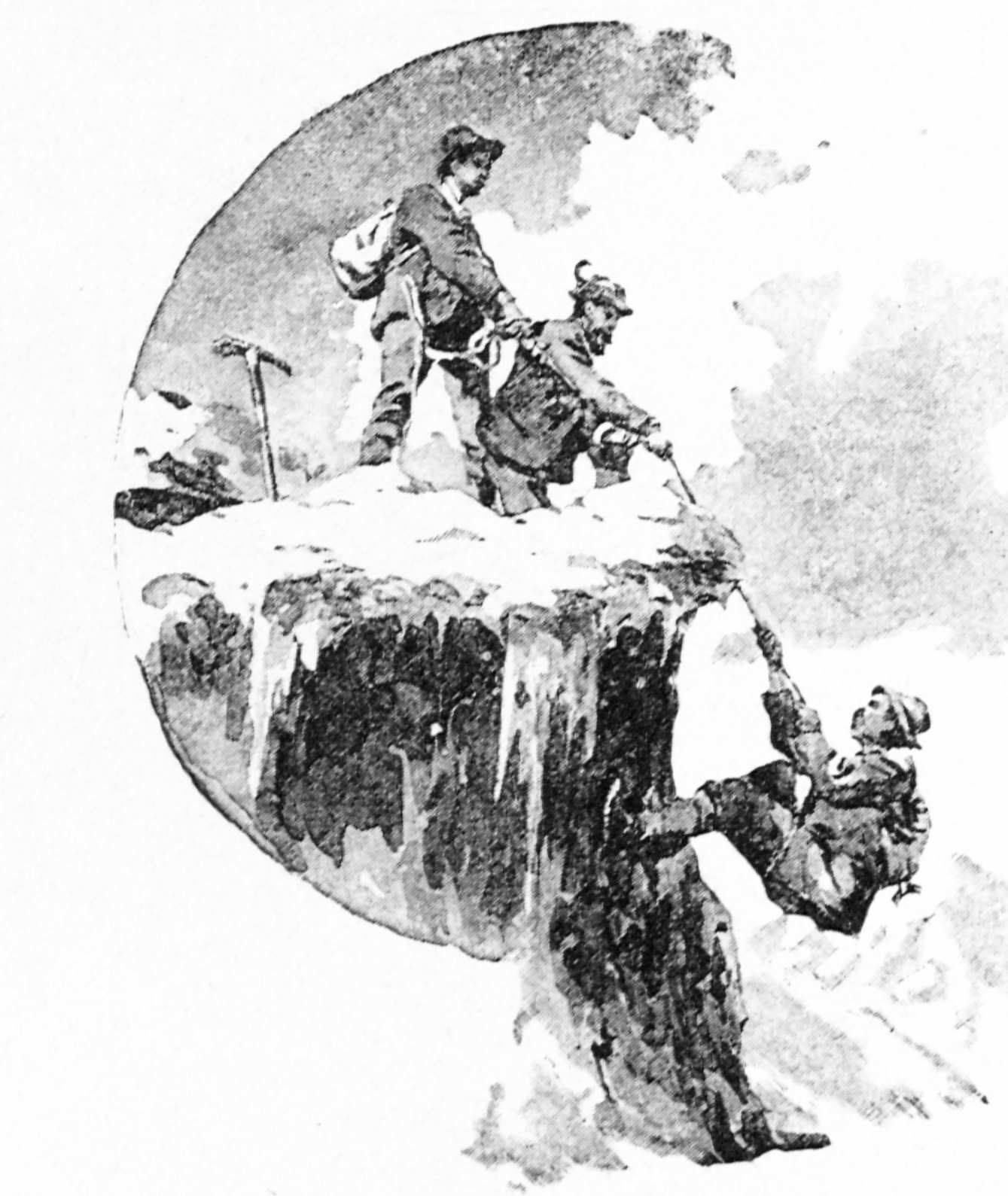
Bergsteiger
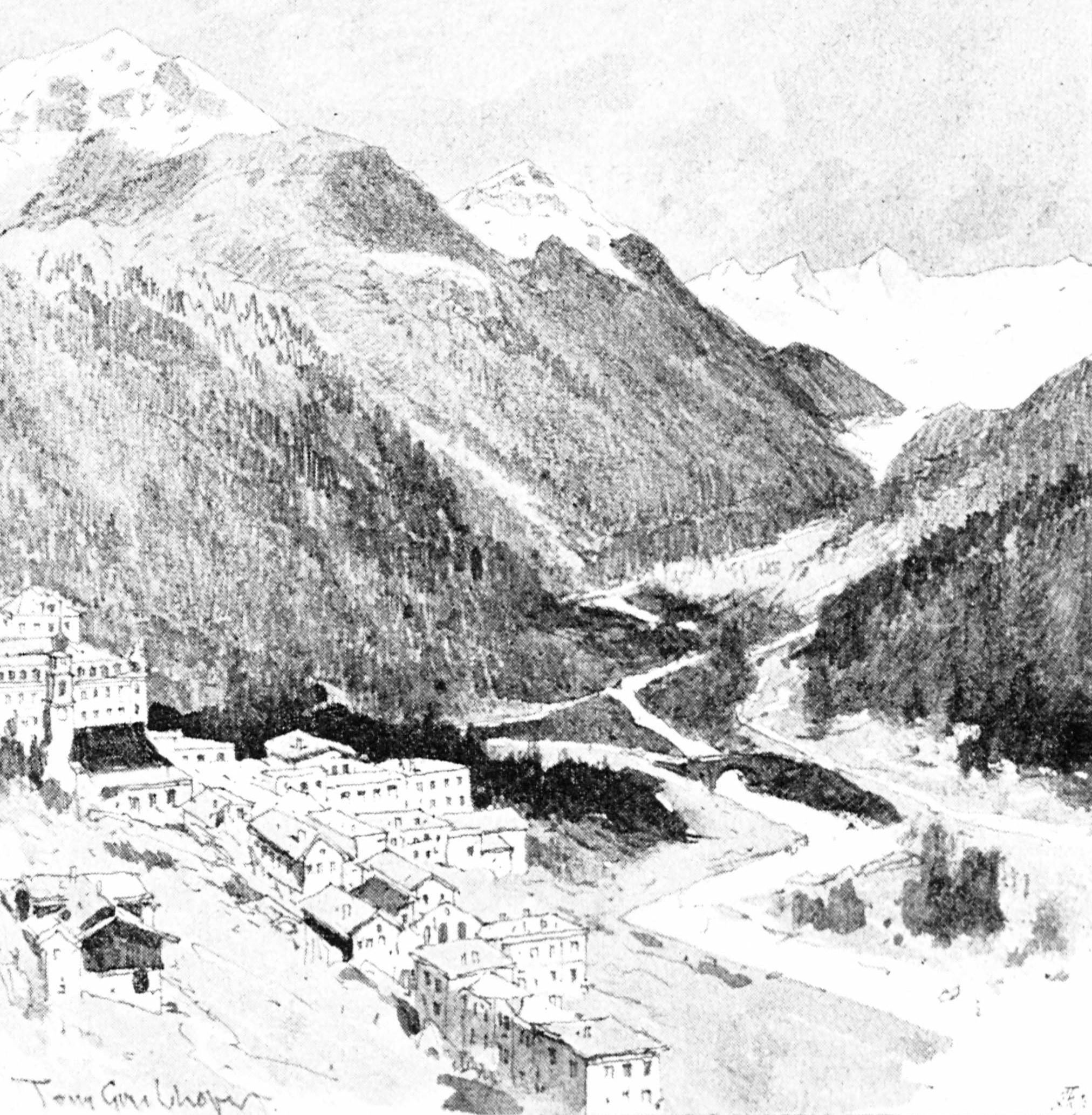
Pontresina
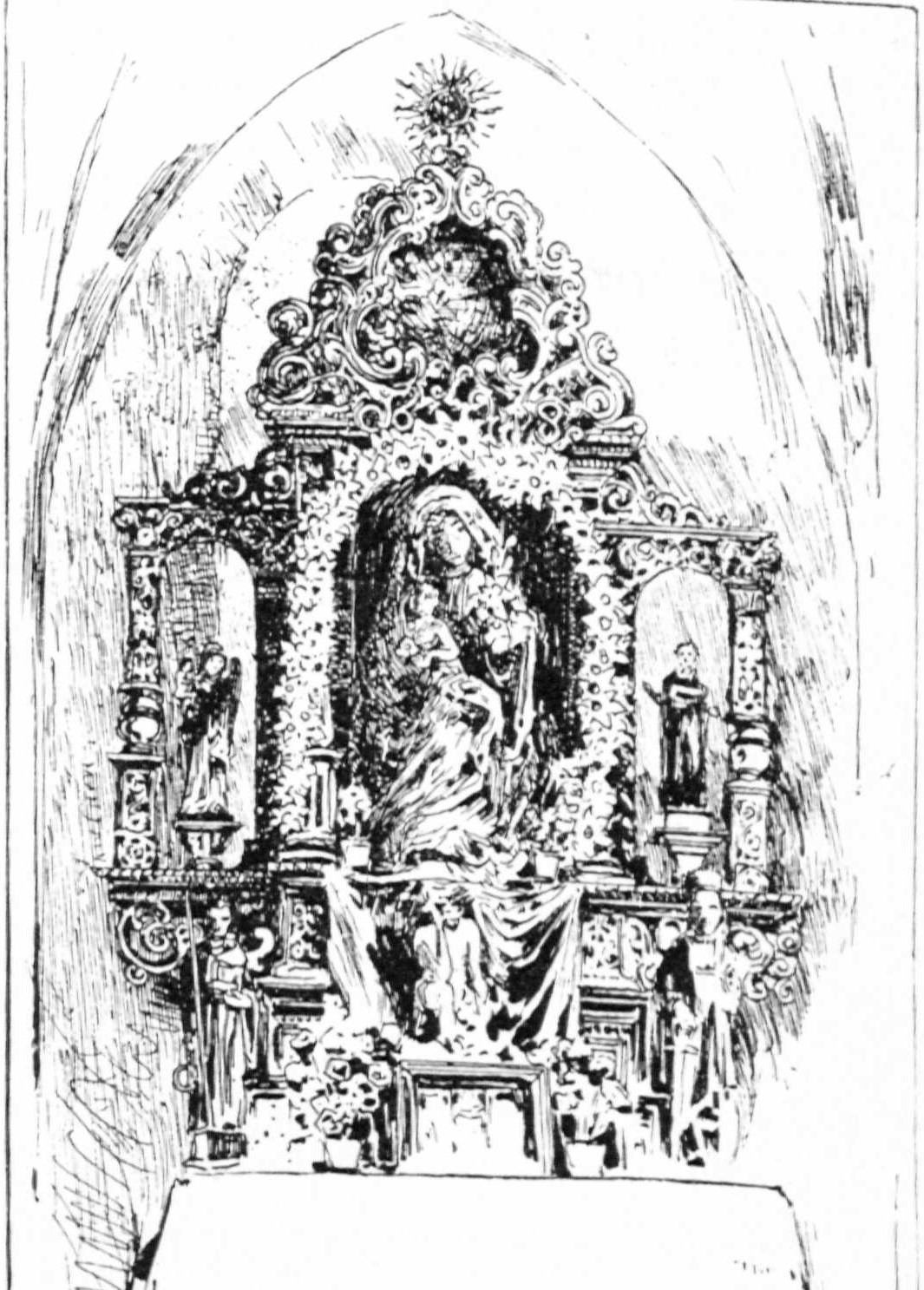
Altar in Laatsch
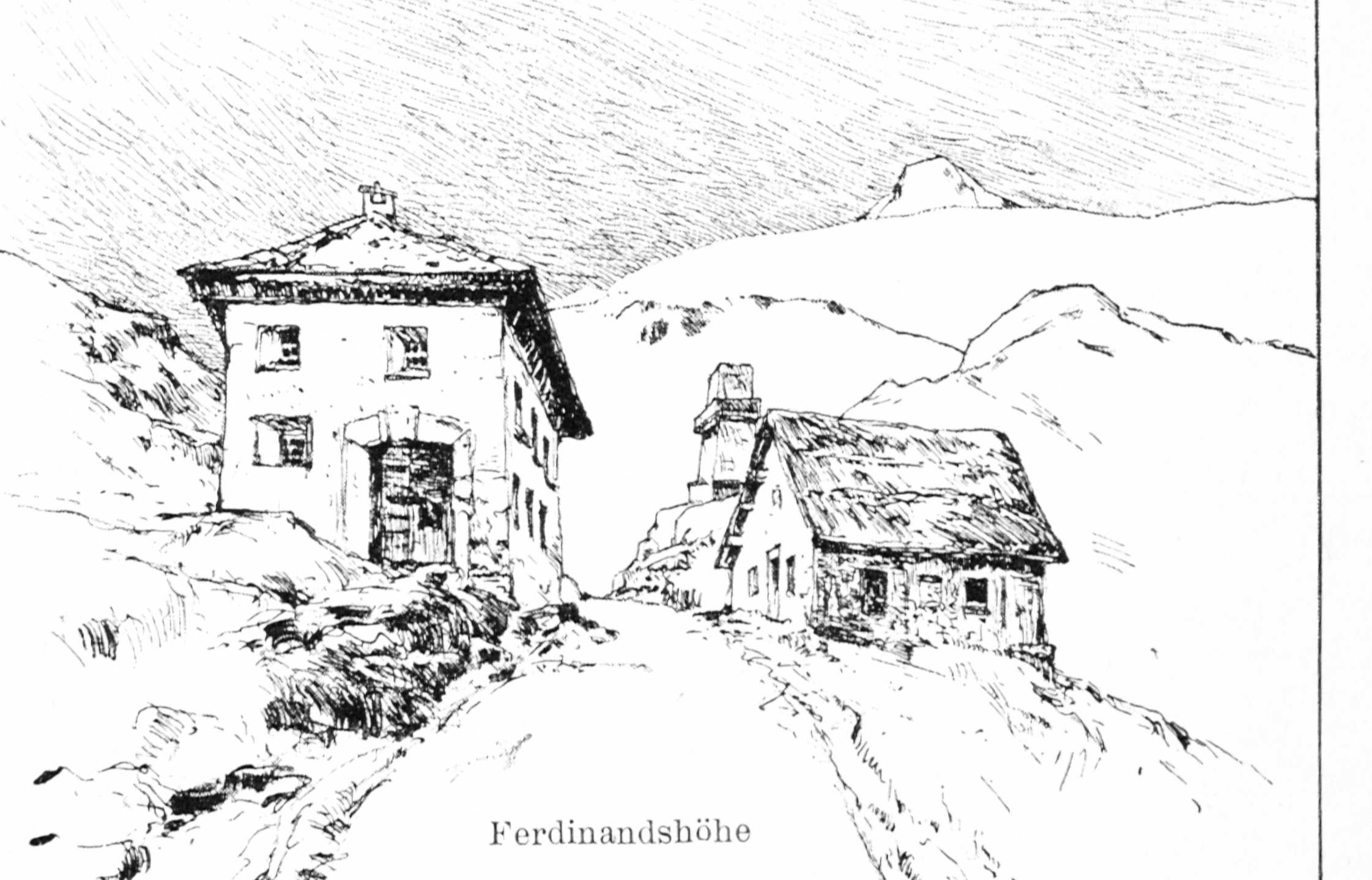
Ferdinandshöhe
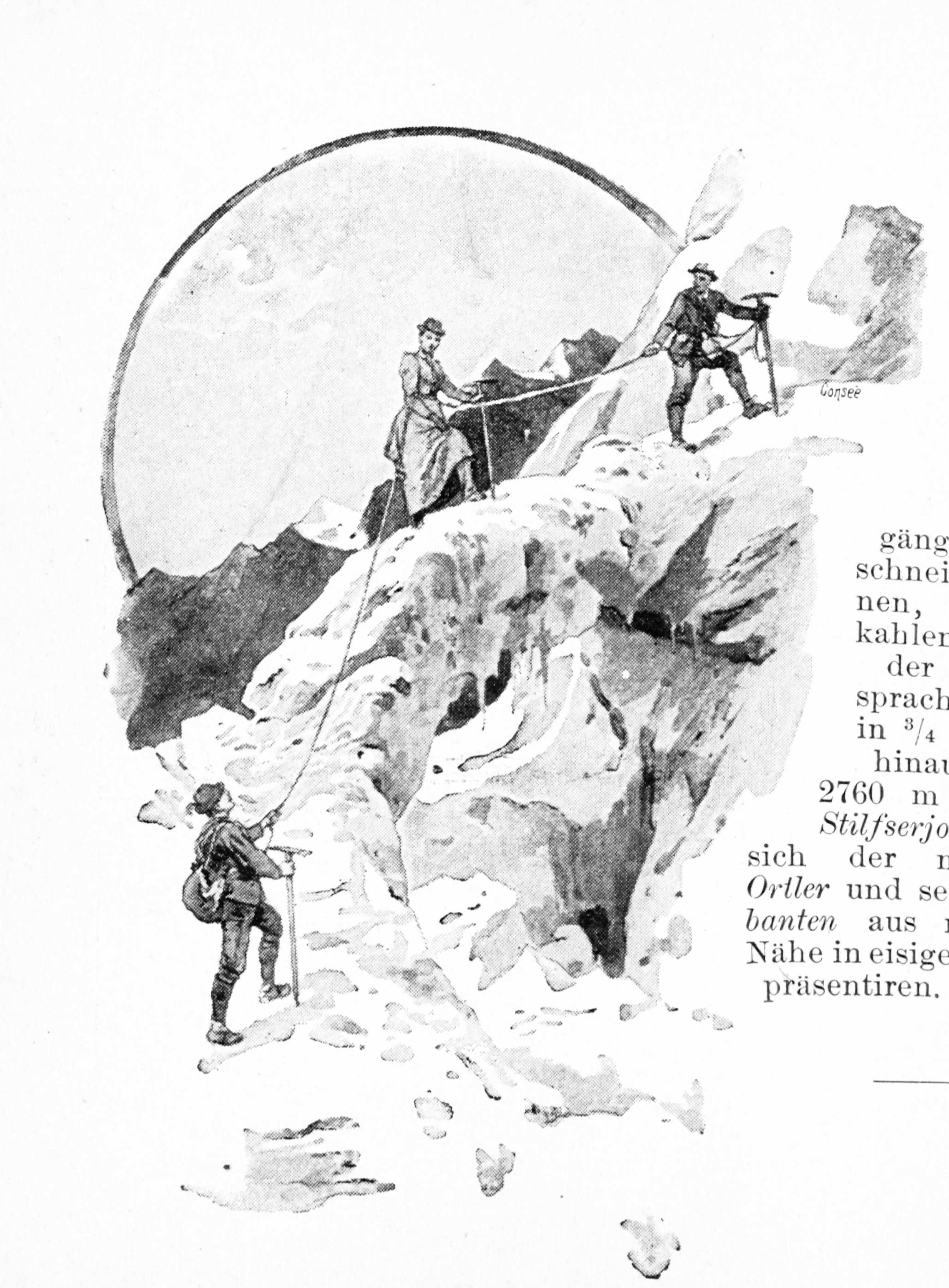
Bergtour
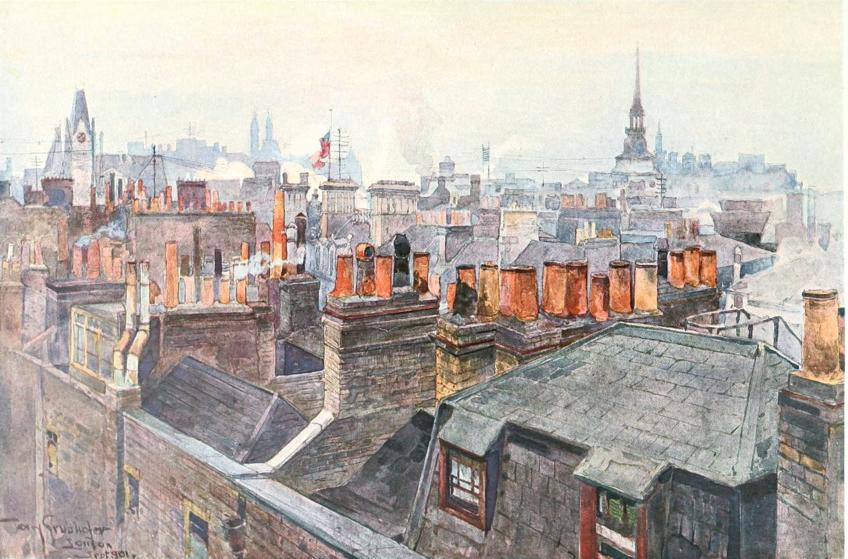
London (1902)
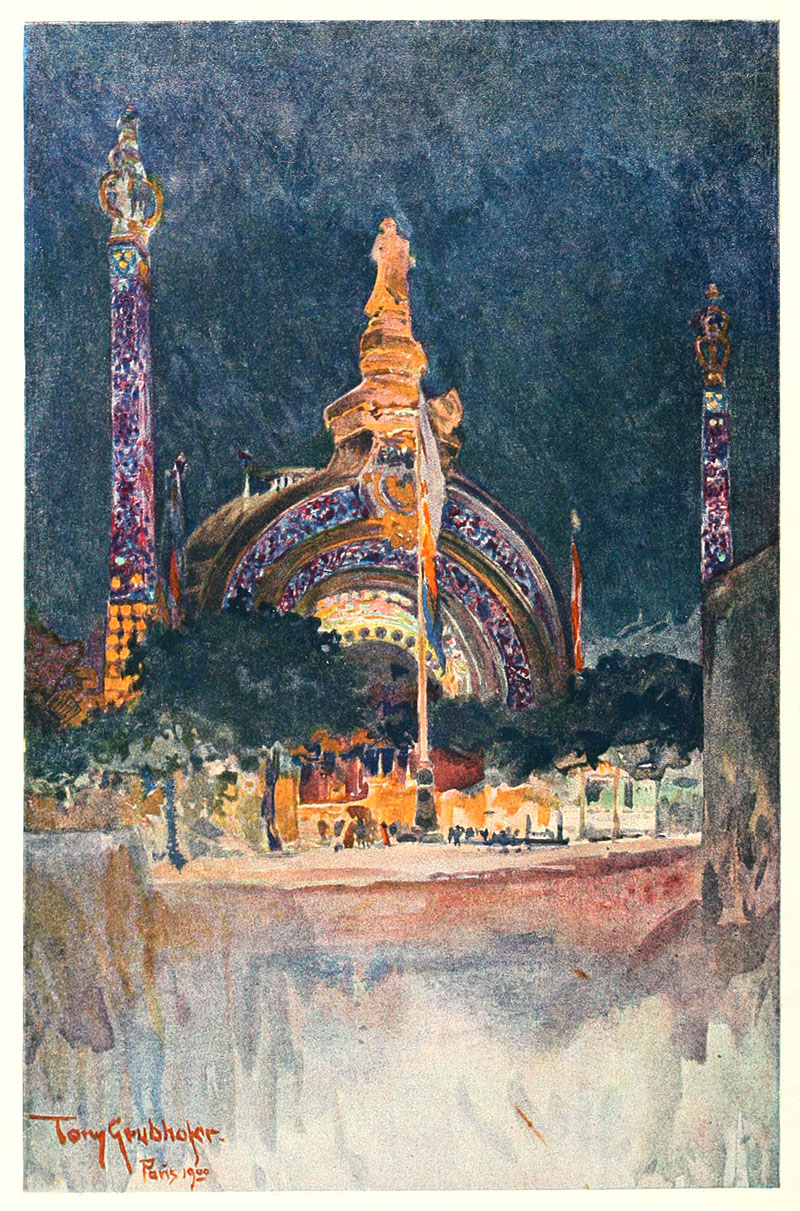
Pavillon de l’Italie, Weltausstellung Paris 1900
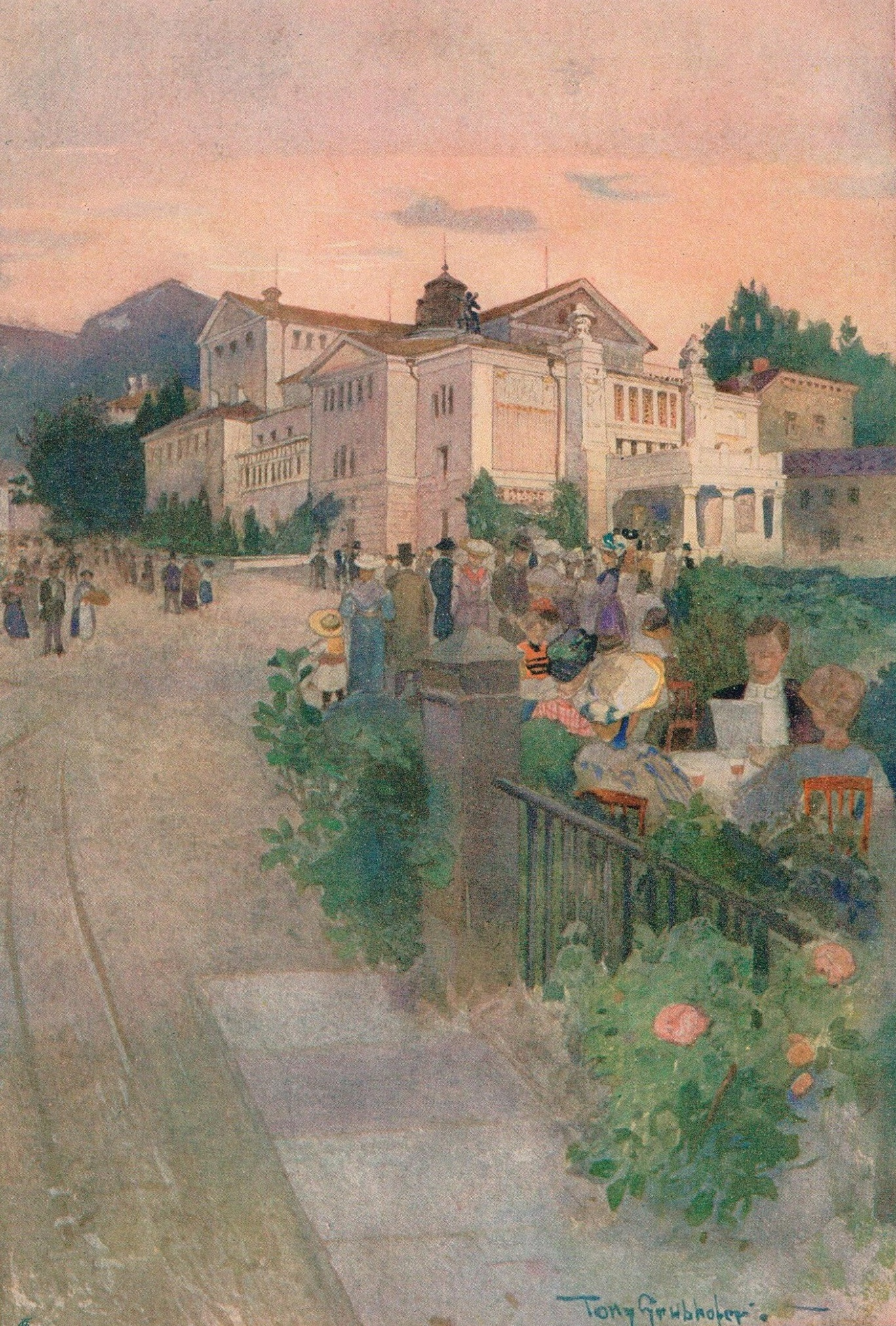
Stadttheater Meran

## Werke (Auswahl)
- Gossensass, 1884, Ausstellung der Königlichen Akademie der Künste zu Berlin[5]
- Aus Stadt und Land in Tirol, Aquarell, 1888, Ausstellung im Glaspalast München[6]
- Anton Edlinger: Aus deutschem Süden. Schilderungen aus Meran. Zeichnungen Tony Grubhofer. Ellmenreichs Bücher aus Tirol. Meran, Ellmenreich, 1887 (digital.tessmann.it).
- Bilder aus Tirol, um 1895[7]
- August Abel: Zum Ortler nach Sulden und Trafoi: von Meran und Landeck, aus dem Unterengadin, von Zernez über den Ofenpaß, von Pontresina über Bernina und Bormio. Zeichnungen Tony Grubhofer. Ellmenreichs Bücher aus Tirol. Meran: Ellmenreich, [1899] (Digitalisat).
- Stadtansichten von London, 1901[8]
- Christomannos-Gedenkbuch. Erinnerung an Theodor, von seinem Freunde Tony Grubhofer. Rund um den Rosengarten. F. W. Elmenreichs Verlag, Meran 1912.
- Wandmalereien mit Südtiroler Burgen- und Landschaftsmotiven in der Kaiserin-Elisabeth-Schule in Bozen, 1911
- Bergland-Kalender, Innsbruck, 1924